# Sõdaalonõ
Palojärv (est. Palojärv (Preeksa Palojärv)) – jezioro w Estonii, w prowincji Võrumaa, w gminie Misso. Położone jest na wschód od wsi Kärinä. Ma powierzchnię 7,1 ha, linię brzegową o długości 1271 m, długość 520 m i szerokość 290 m. Sąsiaduje z jeziorami Immaku, Kärinä Kõrbjärv, Kändrä järv, Mägialonõ, Kisõjärv, Põhja-Pahijärv, Lõuna-Pahijärv, Vuuhjärv. Położone jest na obszarze chronionego krajobrazu Kisejärve maastikukaitseala.